# Hafen-Ost
Der Hafen-Ost (Ortsangabe: im Hafen-Ost) ist ein Stadtteil der kreisfreien Stadt Schweinfurt. Er wird für amtlich-statistische Zwecke als Bezirk 51 geführt und ist ein Gewerbegebiet. In seinem Kernbereich liegt eine der größten Fachmarktagglomerationen Deutschlands, mit großzügiger Straßen-Verkehrsinfrastruktur und Autobahnanbindung. Im weiteren Sinn wird zu ihm auch das östlich anschließende Gewerbegebiet der Gemeinde Sennfeld gerechnet (Volksmund:  Sennfelder Hafen) das mit dem Schweinfurter Gewerbegebiet eine funktionale Einheit bildet.
Im Bezirk 51 liegen im Norden, am Main, Umschlag- und Anlegestellen, die zu den Häfen Schweinfurt gerechnet werden. Die Stadtteile Hafen-Ost und Hafen-West besaßen früher den gemeinsamen, offiziellen Namen Industrie- und Gewerbegebiet Schweinfurt-Süd. Da die amtliche Bezeichnung zu umständlich war und nicht zwischen dem östlich der B 286 gelegenen Gewerbe- und dem westlich von ihr gelegenen Industriegebiet unterschied, nannte der Volksmund die beiden Areale Hafen-Ost und Hafen-West. Die Begriffe setzten sich weithin durch. Auch in der amtlichen Statistik wurde das Gebiet in zwei Stadtteile aufgespalten: Schweinfurt-Süd (Hafen-Ost) und Schweinfurt-Süd-Hafen (Hafen-West).

## Lage
Der Hafen-Ost liegt südlich des Mains, auf der Gemarkung von Oberndorf und wird im Südwesten durch die Bundesstraße 286 (Schnellstraße) begrenzt. Südwestlich des Hafen-Ost liegt der Stadtteil Hafen-West.

## Stadt- und Kreisgrenze
Quer durch das Gewerbegebiet läuft die Grenze zwischen der kreisfreien Stadt Schweinfurt und der Gemeinde Sennfeld im Landkreis Schweinfurt. Die Grenze ist weder baulich noch im Straßennetz erkennbar (Ursache siehe: Schweinfurt, Keine Eingemeindungen bei Gebietsreform).

## Geschichte

### Wüstung
Leinach ist eine Wüstung im Gebiet des heutigen Stadtteils, die 1313 erstmals urkundlich erwähnt wurde.

### Gemarkung
Das Areal des heutigen Stadtteils gehörte ursprünglich zu der 1919 nach Schweinfurt eingegliederten Gemeinde Oberndorf, weshalb es bis heute zur Gemarkung Oberndorf gehört. Das Gebiet war bis Anfang der 1960er Jahre unbewohnt und unbebaut, wurde landwirtschaftlich genutzt und war teilweise Überschwemmungsgebiet das Mains.

### Aufbau des Gewerbegebiets
Bei vielen Händlern und Handwerksbetrieben in der Kernstadt wurde in den 1960er Jahren die Lage zu beengt und für die Umgebung störend. Deshalb erschloss die Stadt im Süden ein großes Gewerbegebiet. Es entstand im Zuge des sogenannten Sprungs über den Main, zusammen mit dem weiter westlich gelegenem Industriegebiet Hafen-West.
Der Hafen-Ost wurde als übliches Gewerbegebiet für kleinere Firmen geplant. Eine Ausnahme bildete lediglich das in den 1960er Jahren eröffnete erste Schweinfurter SB-Kaufhaus auf der Grünen Wiese, das Einkaufszentrum Süd (EKS), mit Freier Tankstelle. Der zweigeschossige Bau mit Rolltreppen wurde 40 Jahre später als Marktkauf in die heute übliche Art umgewandelt und auf ein Geschoss zurückgebaut.

### Unvorhergesehener Wandel
Der Freie Markt erkannte schließlich das große Potenzial des Gebiets, mit Anschlussstellen an den kreuzungsfreien Fernverkehr, für SB-Fachmärkte. Sie verdrängten im Laufe der Zeit die Gewerbebetriebe großflächig. Im Kernbereich blieb kaum ein Stein auf dem anderen und das Straßennetz wurde dort infolge starker Verkehrszunahme immer weiter ausgebaut.
FAG Kugelfischer hatte anfangs ein sehr großes Areal im Hafen-Ost zum Aufbau eines Werks-Süd erworben. Der Plan wurde aufgegeben und die Grundstücke wieder verkauft. So stand in einer späteren Phase ein weiteres, großes Areal zur Verfügung, was den Aufbau weiterer Fachmärkte begünstigte. Es entstand die einzige Fachmarktagglomeration Mainfrankens (950.000 Einwohner), die anfangs eine weites Umland nahezu komplett versorgte, als es in den Mittelzentrum noch kaum Fachmärkte gab und im mit dem Auto schwieriger zu erreichenden Würzburg, mit knappen Bauland, relativ wenige.

### Konkurrenz zur Innenstadt
Die neue Südcity wurde zunehmend zur Konkurrenz zum innerstädtischen Einzelhandel, was kritisch diskutiert wurde. Die Stadt griff deshalb im Rahmen ihrer Möglichkeiten regulierend ein und lässt seit langer Zeit südlich des Mains mittels Baurecht keinen innenstadtrelevanten Einzelhandel mehr zu. Andererseits wurden durch die Fachmarktagglomeration viele auswärtige Kunden nach Schweinfurt gezogen.
Die Stadt erreichte durch diese Entwicklung mit einer Einzelhandelsfläche von fast einer Viertelmillion Quadratmetern und einer Verkaufsflächendichte von 4.500 m² pro 1.000 Einwohnern (2016) eine sehr hohe Einzelhandelszentralität (siehe auch: Schweinfurt, Einzelhandel).

## Wirtschaft

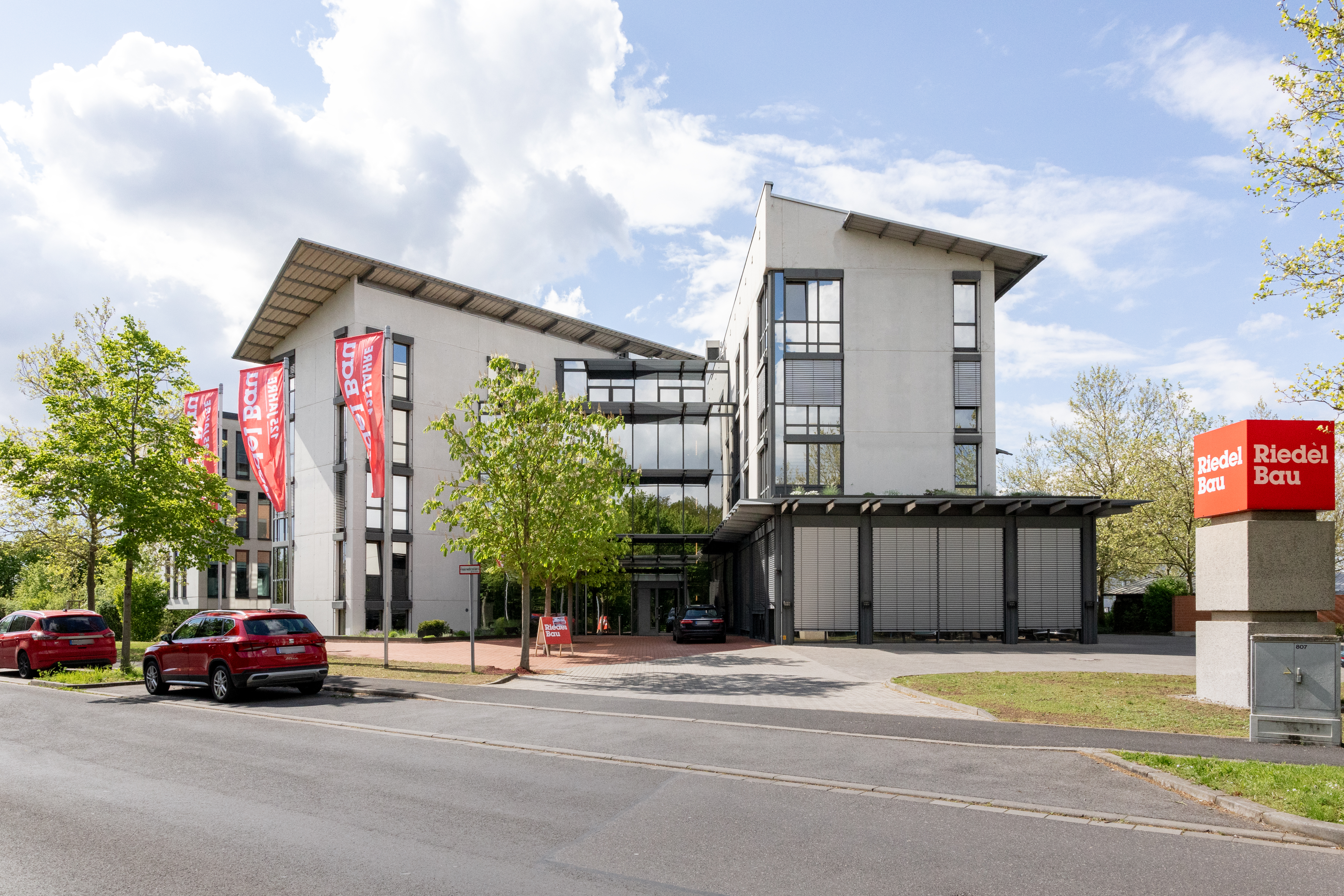
Unternehmenssitz von Riedel Bau in der Silbersteinstraße

Im Hafen-Ost befindet sich u. a. der Unternehmenssitz von Riedel Bau und die Firma SenerTec. Der Stadtteil ist jedoch in erster Linie ein Zentrum für den privaten Konsum, mit den Handelsketten Marktkauf, Bauhaus, Globus, Mediamarkt, Expert Müller, Opti-Wohnwelt und Dehner, mehreren Einzelhändlern, Restaurants, einem Hotel, einem  DB-Autohaus, dem regionalen Rundfunksender Radio Primaton und dem regionalen TV-Sender TV Mainfranken Schweinfurt (im Sennfelder Hafen).

## Verkehr
- Bundesautobahn 70, Anschlussstelle 7: Schweinfurt-Zentrum
- Bundesstraße 286, Anschlussstelle Hafenkreuz
- Bahnhof Schweinfurt Sennfeld, derzeit nur Güterverkehr
- Der Hafen-Ost ist an das Stadtbusnetz der Stadtwerke Schweinfurt durch die Linien 130, 140 und 150 angeschlossen.[6]

## Sozialstruktur
| Status 31. Dez. 2022                               | Hafen-Ost Statistischer Bezirk 51 | Gesamtgebiet Schweinfurt |
| -------------------------------------------------- | --------------------------------- | ------------------------ |
| Deutsche                                           | 86,2 %                            | 77,4 %                   |
| Ausländer                                          | 13,8 %                            | 22,6 %                   |
| Anteil Doppelstaatler an der deutschen Bevölkerung | 5,9 %                             | 17,1 %                   |

Statistische Werte der Sozialstruktur sind in einem Gewerbegebiet mit sehr geringer Einwohnerzahl ohne Aussagekraft und werden hier nur der Vollständigkeit halber aufgeführt.